# Javier Gosé
Francisco Javier Gosé Rovira (Alcalá de Henares, 2 de julio de 1876-Lérida, 16 de marzo de 1915) fue un dibujante y pintor español, uno de los mejores ilustradores de estilo modernista, junto a Laura Albéniz se les considera introductores del art déco en Cataluña.

## Biografía

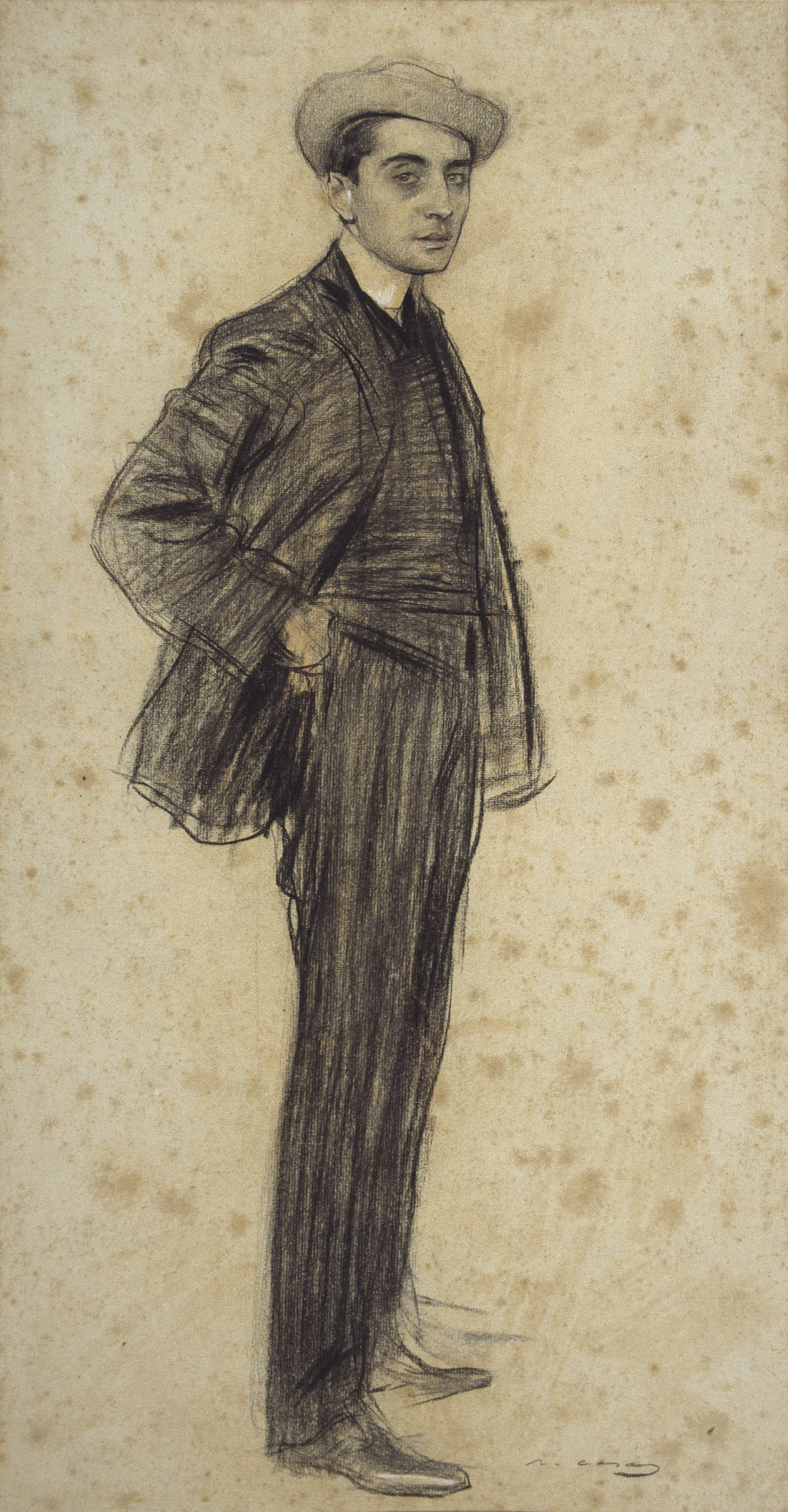
Gosé visto por Ramón Casas (MNAC).

Su padre, proveniente de una familia leridana, era perito agrónomo, y su destino en la ciudad de Alcalá de Henares determinó el lugar de nacimiento de Javier. A los cuatro años murió, y la familia pasó a residir en Barcelona, donde se matriculó en la Escuela de la Lonja (1894-1895). Allí tuvo como profesor a José Luis Pellicer. Comenzó a colaborar en revistas como L'Esquella de la Torratxa, Barcelona Cómica, Quatre Gats, La Saeta, La Ilustració Llevantina e Hispania. En 1899 expuso con gran éxito en el local más emblemático del modernismo catalán: Els Quatre Gats.
En el año 1900 se trasladó a París, donde le costó establecerse, hasta que en 1902 dos revistas satíricas, Le Rire y L'Assiette au beurre le dedicaron sendos números monográficos. Desde París enviaba dibujos que se publicaban en revistas de Barcelona como Pèl & Ploma y Catalunya Artística.
Al estallar en 1914 la Primera Guerra Mundial volvió a España, que era neutral en el conflicto. Murió al año siguiente, de tuberculosis.

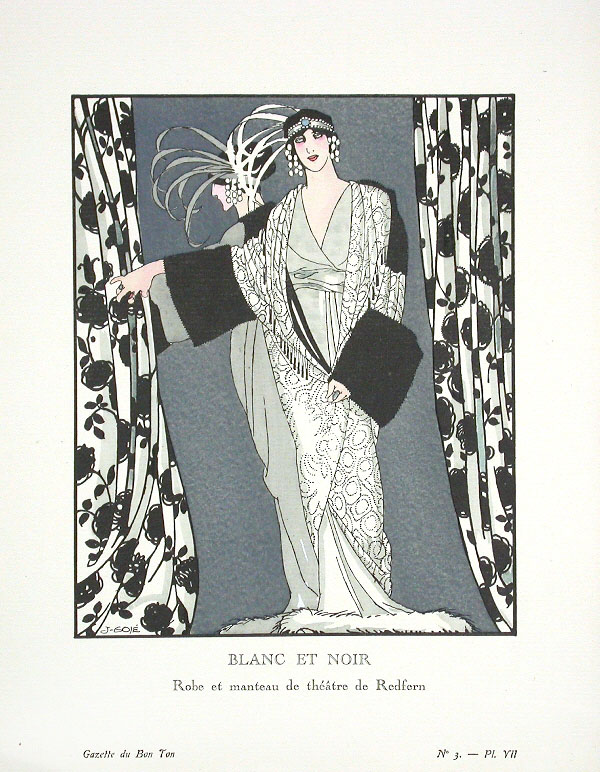
Ilustración para la Gazette du Bon Ton; "Blanco y negro", vestido y capa para el teatro de Redfern. 1912 o 1913.
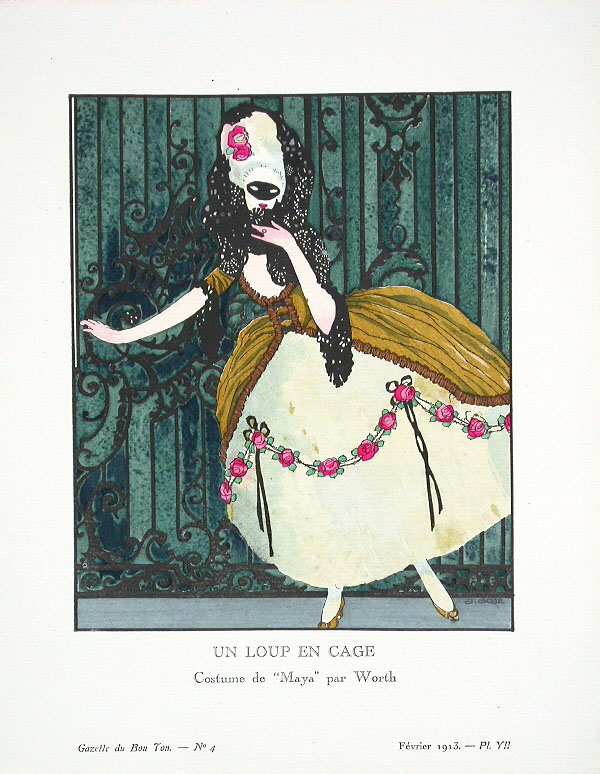
Ilustración para la Gazette du Bon Ton; "Un lobo enjaulado", disfraz para baile de carnaval de Worth. Febrero de 1913.
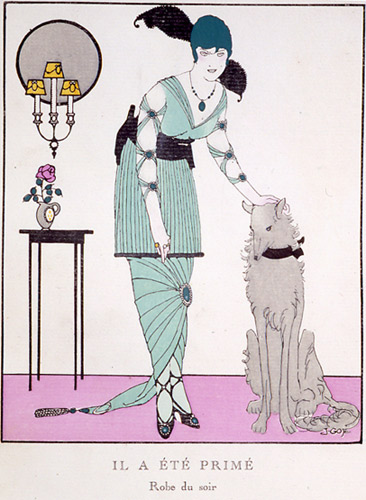
Ilustración para la Gazette du Bon Ton; "Fue galardonado", vestido de noche en seda. 1914.
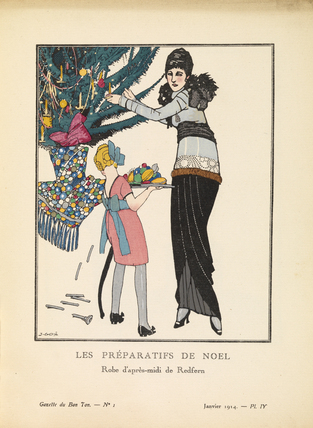
Ilustración para la Gazette du Bon Ton; "Los preparativos de Navidad", vestido de tarde de Redfern. 1914.
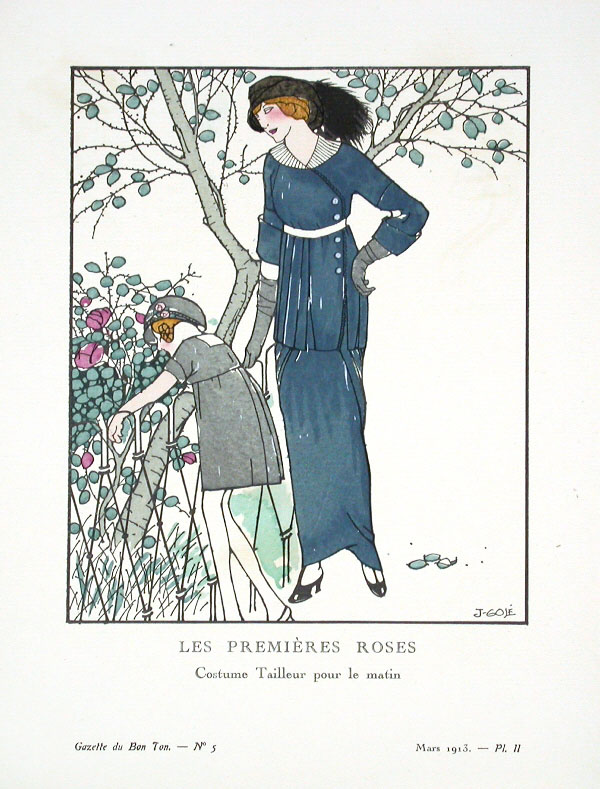
Ilustración para la Gazette du Bon Ton; "Las primeras rosas", vestido de mañana, marzo de 1913.